# Francesco Pozzobonelli
Francesco Pozzobonelli (Milano, XVI secolo – Madrid, luglio 1641) è stato un nobile e politico italiano.

## Biografia
Nato a Milano sul finire del XVI secolo, si laureò in giurisprudenza e si dedicò quindi alla carriera forense, venendo nominato avvocato fiscale di Milano il 9 aprile 1627 dopo la morte del suo predecessore, Paolo da Rho. Dopo cinque anni di servizio, re Filippo IV di Spagna lo nominò senatore a Milano (2 gennaio 1632).
Il 1º giugno 1634, lo stesso sovrano spagnolo lo prescelse quale reggente del Supremo Consiglio d'Italia e per questo dovette trasferirsi a Madrid ove rimase sino alla propria morte, avvenuta nel 1641.
Sposò Elisabetta Quarterio Modignani, figlia di Roberto Quarterio e Angela Modignani.